# 三角島原フェリー
有限会社三角島原フェリー（みすみしまばらフェリー）は、熊本県宇城市に本社がある海運会社。2006年8月まで、宇城市三角町の三角港と長崎県島原市の島原港を結ぶフェリー航路を運航していた。

## 概要

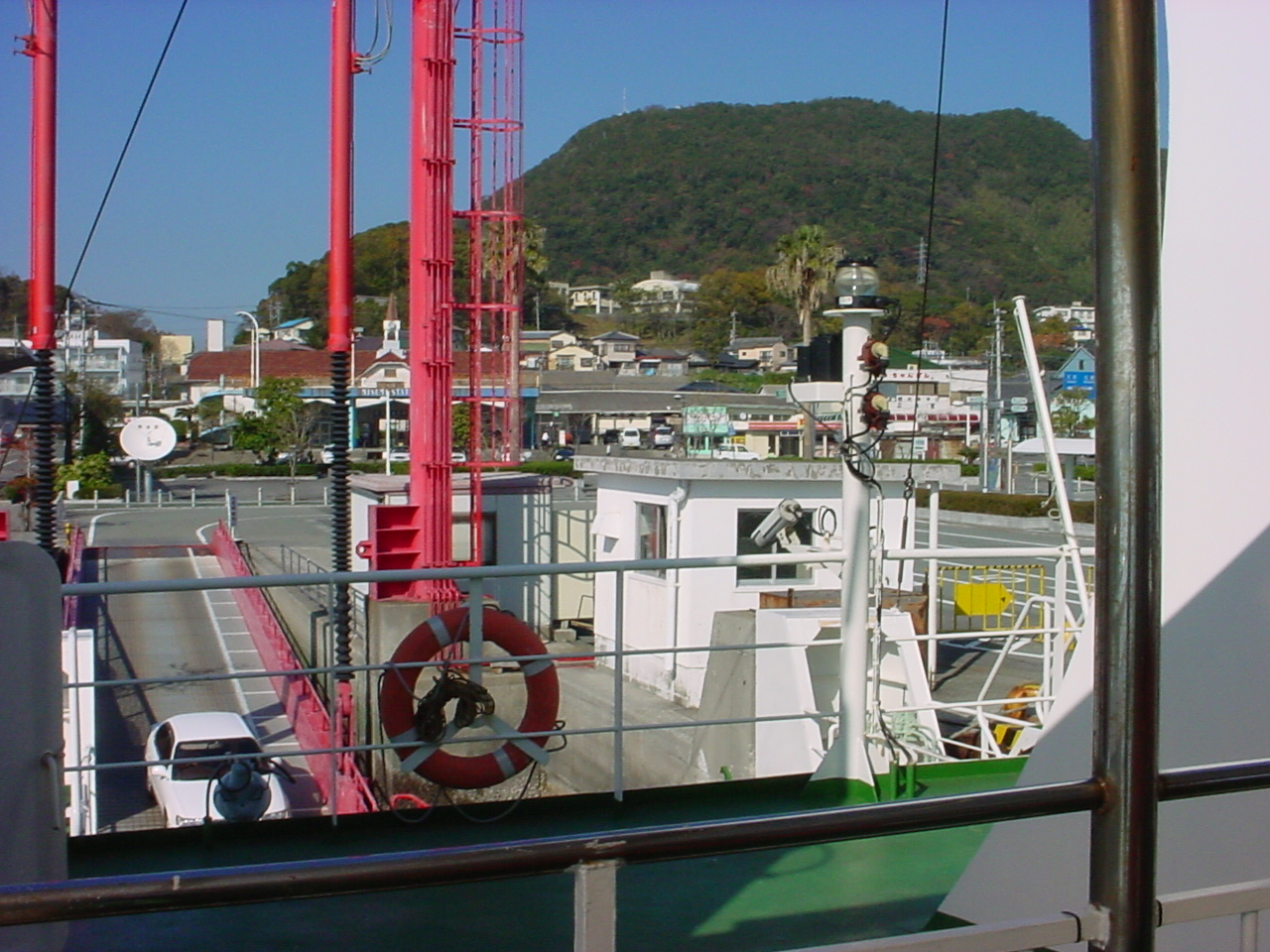
船内より三角港

三角～島原間のフェリーは、1964年に九州商船が運航を開始した。三角港は市中心部近傍に港を持たない熊本市の最寄り港で、この航路は国道57号の海上区間を結ぶものであり、九州横断観光ルートとして最盛期には年間100万人を超える利用者数を誇っていた。また、熊本市周辺や熊本県以南、大分県方面と、島原、長崎市周辺を含む長崎県方面との、自動車での移動の重要ルートとしても機能していた。
その後、1993年に熊本港が開港し、九州商船は熊本～島原間のフェリーを運航開始。さらに同区間には1998年に熊本フェリーもフェリーの運航を開始した。これらの航路に三角～島原間のフェリーは利用者を奪われるかたちとなり、採算が合わなくなったために九州商船はこの航路からの撤退を表明した。このため、この航路を承継する事業者として有限会社三角島原フェリーが設立され、1999年に運航を引き継いだ。
しかし、その後も利用減少に歯止めがかからず、2004年の三角～島原間の乗客数は約8万6千人、自動車航送台数は約2万7千台に留まっていた。それに対し、同年の熊本～島原間の乗客数は約65万8千人、自動車航送台数は約25万台と、熊本航路への利用転移が相当進んだことは明らかだった。
このような利用状況から慢性的な赤字に陥っていて、さらに原油価格高騰によりさらに採算が悪化したことから事業の継続は困難と判断し、2006年8月29日をもって運航を終了し、同日付で航路を廃止した。

## 航路
- 三角港 - 島原港

所要時間60分。航路廃止時は1日5往復を運航していた。

## 船舶

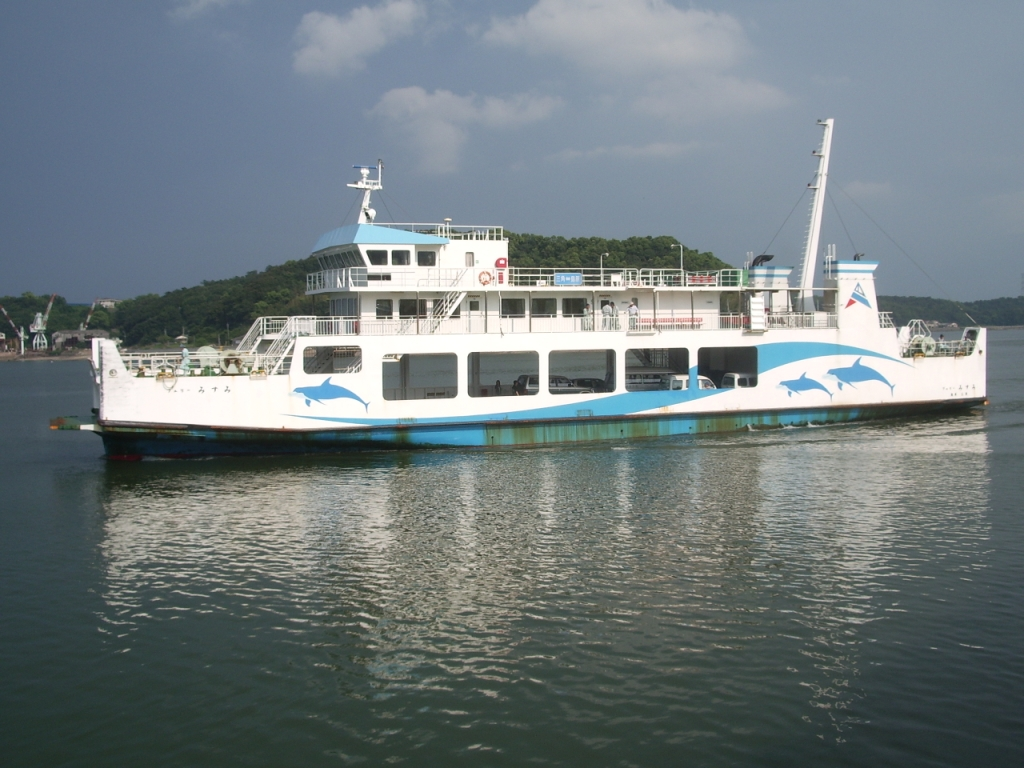
三角島原フェリーが所有していた「フェリーみすみ」

- フェリーみすみ

1993年3月竣工、2006年8月29日引退、航路廃止後はフィリピンへ売船。篠崎造船鉄工所建造（第120番船）
450総トン、全長54.00m、型幅10.20m、型深さ3.80m、ディーゼル1基、機関出力1,800PS、航海速力14.0ノット、旅客定員250名、大型バス4台、乗用車12台